# Albert Hassler
Albert Hassler (Chamonix-Mont-Blanc, Haute-Savoie, 1903. november 2. – Chamonix-Mont-Blanc, 1994. szeptember 22.) francia gyorskorcsolyázó, Európa-bajnok jégkorongozó, olimpikon.
Az 1924. évi téli olimpiai játékokon játszott a jégkorongtornára. A francia csapat a B csoportba került. Első mérkőzésükön kikaptak a britektől 15–2-re, majd az amerikaiaktól egy megsemmisítő 22–0-s vereség, végül legyőzték a belgákat 7–5-re. 2 pontjukkal nem jutottak be a négyes döntőbe.
Ezen az olimpián indult még gyorskorcsolya versenyeken is: 500 méteres és összetettben. Egyikben sem nyert érmet.
Következő olimpiája az 1928-as téli volt. A franciák az A csoportba kerültek. Az első mérkőzésen megverték a magyarokat 2–0-ra, majd a briteket 3–2-re és végül kikaptak a belgáktól 3–1-re. Csak a rosszabb gólkülönbség miatt nem jutottak be a négyes döntőbe.
Utoljára olimpián az 1936. évi téli olimpiai játékokon vett részt. Ekkor szintén a jégkorongtornán. A franciák a C csoportba kerültek. Első mérkőzésükön kikaptak a magyaroktól 3–0-ra, majd megverték a belgákat 4–2-re egy szoros, hosszabbításos mérkőzésen, végül 2–0-s vereséget szenvedtek a csehszlovákoktól. A csoportból nem jutottak tovább. Összesítésben a 10. lettek.
Öt jégkorong-világbajnokságon vett részt: az 1930-ason, 1931-esen, 1934-esen, 1935-ösön és az 1937-esen. Az utolsó kivételével, mindegyik csapatkapitány volt.
Az 1924-es jégkorong-Európa-bajnokságon aranyérmes lett. Játszott az 1932-es jégkorong-Európa-bajnokságon, de érmet nem nyert.
A Chamonix HC volt a klubcsapata és 1923-ban, 1925-ben, 1926-ban, 1927-ben, 1929-ben, 1931-ben és 1932-ben francia bajnok volt.